# Bela II da Hungria
Bela II da Hungria, chamado "o Cego", (II. Béla ou Vak Béla, em húngaro) (1110 — 13 de fevereiro de 1141) foi rei da Hungria de 1131 até a sua morte.

## Biografia
Bela II foi cegado, juntamente com seu pai Almo da Croácia, por conta das reiteradas tentativas deste último no sentido de tomar o trono de Colomano da Hungria. 
Seu primo Estêvão II da Hungria (filho de Colomano) chamou-o de volta de Constantinopla, onde se havia asilado, e nomeou-o seu sucessor, na falta de descendência direta.
Sucedeu-o seu filho Geza II da Hungria.

## Relações familiares
Foi filho de Almo da Croácia (? - 1129) e de Predislava de Quieve, filha do Grão-príncipe de Quieve, Esvetopolco II de Quieve. Casou com Helena da Ráscia (1109 - 1146), filha de Uresis I, zupano da Sérvia (1080 - 1146) e de Ana Diogenissa, de quem teve:
1. Isabel da Hungria (Árpád) (1129 - 1155) casada com Miesko III da Polónia, duque da Polónia;
2. Geza II da Hungria rei da Hungria (Tolna, 1130 — 13 de Maio de 1162)) casado com Eufrozina de Quieve (1130 - 1186), filha de Mistislau I de Quieve;
3. Ladislau II de Hungria (1131 - 14 de janeiro de 1163);
4. Estevão IV de Hungria (1133 - 11 de abril de 1165);
5. Sofia da Hungria (1136 -?).

## Árvore genealógica da Casa de Arpades
|-